# Fundina
Fundina este un sat din municipiul Podgorica, Muntenegru. Conform datelor de la recensământul din 2003, localitatea are 280 de locuitori (la recensământul din 1991 erau 582 de locuitori).

## Demografie
În satul Fundina locuiesc 220 de persoane adulte, iar vârsta medie a populației este de 41,6 de ani (39,3 la bărbați și 44,0 la femei). În localitate sunt 78 de gospodării, iar numărul mediu de membri în gospodărie este de 3,59.
Populația localității este foarte eterogenă.
|  |

| Demografie | Demografie | Demografie |
| An         | Locuitori  | Locuitori  |
| ---------- | ---------- | ---------- |
|            |            |            |
|            |            |            |
|            |            |            |
|            |            |            |
| 1948       | 565        |            |
| 1953       | 566        |            |
| 1961       | 606        |            |
| 1971       | 533        |            |
| 1981       | 517        |            |
| 1991       | 582        | 452        |
| 2003       | 410        | 280        |

| \| Componența etnică conform recensământului din 2003[2] \| Componența etnică conform recensământului din 2003[2] \| Componența etnică conform recensământului din 2003[2] \| Componența etnică conform recensământului din 2003[2] \| Componența etnică conform recensământului din 2003[2] \| \| ----------------------------------------------------- \| ----------------------------------------------------- \| ----------------------------------------------------- \| ----------------------------------------------------- \| ----------------------------------------------------- \| \| \| \| \| \| \| \| Albanezi \| Albanezi \| \| 164 \| 58,57% \| \| Muntenegreni \| Muntenegreni \| \| 50 \| 17,85% \| \| Sârbi \| Sârbi \| \| 44 \| 15,71% \| \| Musulmani \| Musulmani \| \| 11 \| 3,92% \| \| Bosniaci \| Bosniaci \| \| 1 \| 0,35% \| \| necunoscută \| necunoscută \| \| 0 \| 0% \| |              |  |     |        |
| Componența etnică conform recensământului din 2003 |              |  |     |        |
| |              |  |     |        |
| Albanezi | Albanezi     |  | 164 | 58,57% |
| Muntenegreni | Muntenegreni |  | 50  | 17,85% |
| Sârbi | Sârbi        |  | 44  | 15,71% |
| Musulmani | Musulmani    |  | 11  | 3,92%  |
| Bosniaci | Bosniaci     |  | 1   | 0,35%  |
| necunoscută | necunoscută  |  | 0   | 0%     |